# Antonio Campi
Pour les articles homonymes, voir Campi (homonymie).
Pour les autres membres de la famille, voir Famille Campi.
 (juin 2024).
Si vous disposez d'ouvrages ou d'articles de référence ou si vous connaissez des sites web de qualité traitant du thème abordé ici, merci de compléter l'article en donnant les références utiles à sa vérifiabilité et en les liant à la section « Notes et références ».

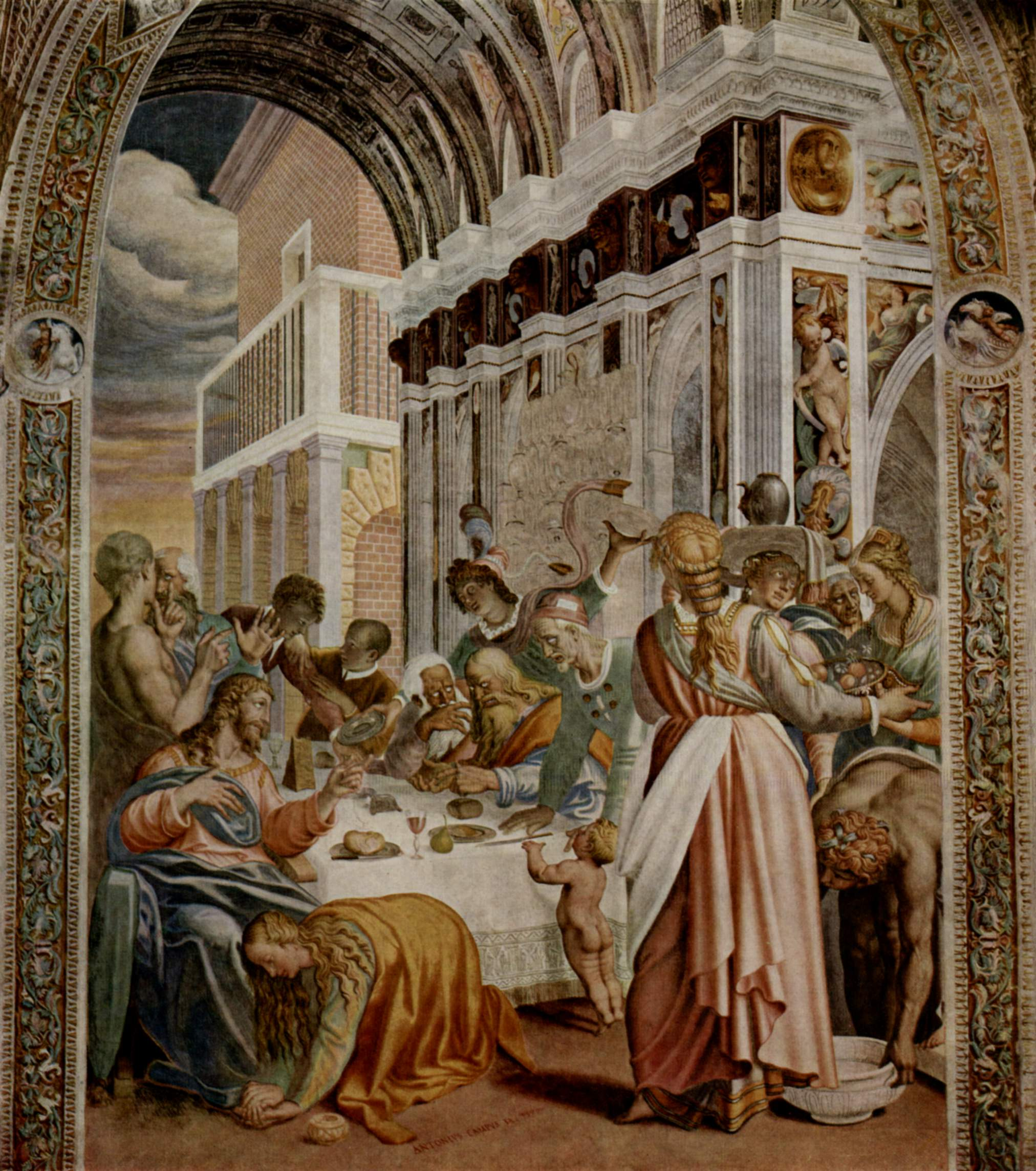
Fresque à l'église San Sigismondo de Crémone

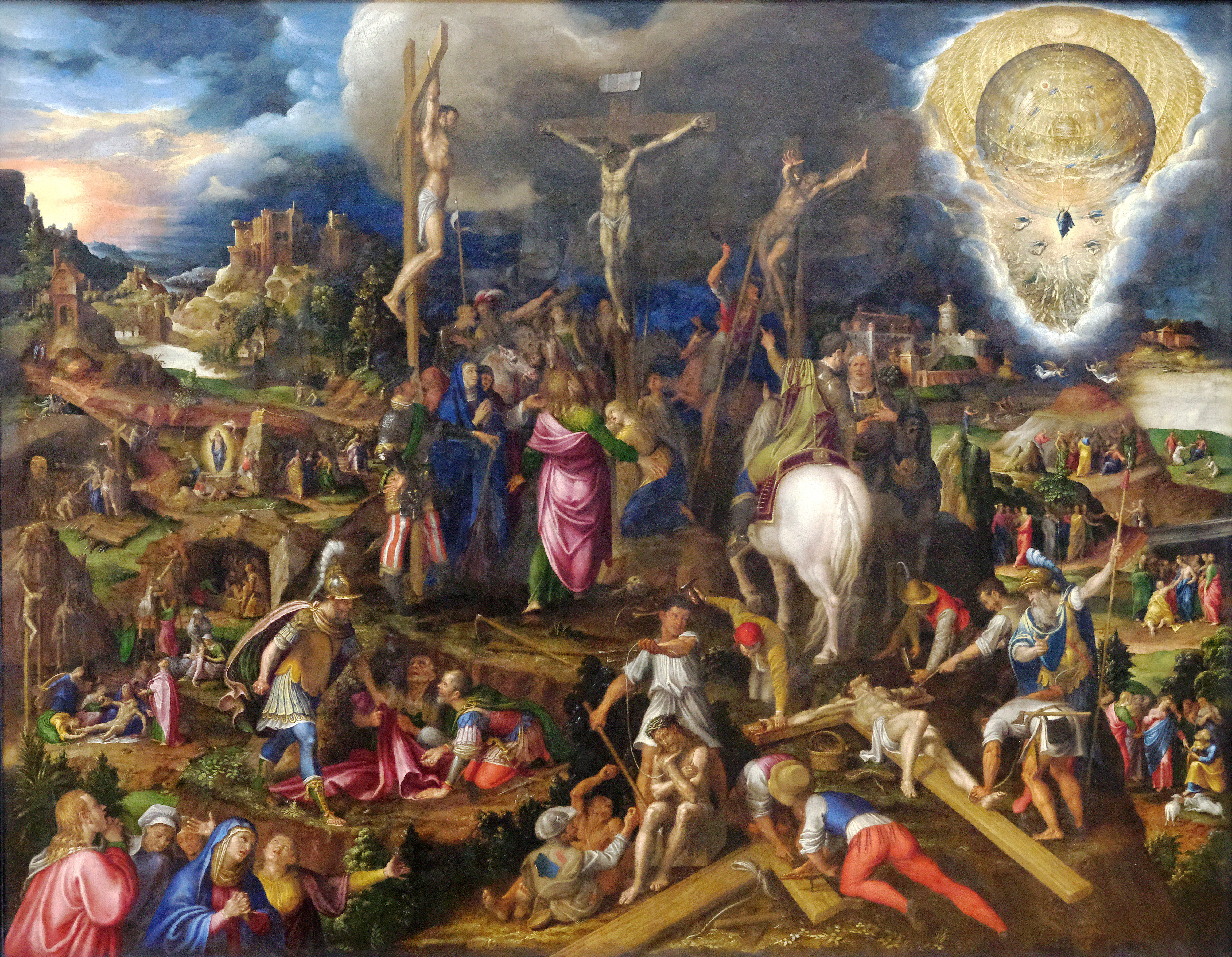
Les Mystères de la Passion du Christ, musée du Louvre.

Antonio Campi (Crémone, 1523-1587) est un peintre, un graveur et un architecte italien, fils de Galeazzo Campi et frère de Giulio Campi et Vincenzo Campi.

## Biographie
Élève de son frère aîné Giulio, il commence par un retable pour l'église de Sant'Ilario de Crémone, daté de 1546. Il y montre les influences de Giulio Romano et de Parmigianino et  même du Primatice, aussi évidentes dans les peintures qu'il exécute avec son frère Giulio, pour la loggia de Brescia (1549).
En 1550 environ, il collabore, toujours avec Giulio, à la décoration du Palazzo Pallavicino à Torre Pallavicina, en exécutant de très raffinées et coloriées peintures mythologiques.
Pendant ces mêmes années, date son premier séjour à Milan, où il commence à décorer l'église San Paolo Converso avec le cycle de fresques du presbytère (1564) et où il peint un retable, la Résurrection  du Christ , pour Santa Maria presso San Celso. Sa peinture  commence à se caractériser par un ton dramatique et spectaculaire qui lui aurait procuré les sympathies  de l'archevêque Carlo Borromeo, chantre de la contre-réforme.
Retourné à Crémone, il peint la Pietà (1566) pour le dôme  et la Decollazione del Battista pour l'église San Sigismondo, œuvre qui montre déjà un clair-obscur, caractéristique et marqué, construit par une forte source de lumière latérale que Roberto Longhi définira comme un précédent à la peinture du Le Caravage.
Ces années très intenses sont constellées d'œuvres : de très nombreuses fresques (toujours pour l'église de San Sigismondo et pour celles de San Vittore à Meda), les toiles (Sacra Conversazione, aujourd'hui à Brera, San Girolamo, aujourd'hui au Musée du Prado, à l'Escurial, la Decollazione del Battista pour San Paolo Converso de Milan, l'Adoration des bergers  pour le sanctuaire Sainte-Marie-de-la-Croix à Crema).
De ses œuvres milanaises les plus avancées se distinguent : le triptyque de l'église San Marco  de Milan (1577), conservé aujourd'hui dans le petit musée annexé à l'église, et les deux toiles de la chapelle Gallarati à l'église Sant'Ange (1583-1584), de ton presque caravagesque, et la décoration de la voûte de l'église San Paolo Converso, avec une spectaculaire perspective et les figures du Christ, une Vierge et des Apôtres d'une scénographie soutenue, presque une prémonition de la peinture baroque, exécutée en collaboration avec son frère Vincenzo.